# Ана
Ана је женско хришћанско име. Потиче од старохебрејског Хана (Hannah, односно hanna) чији корен речи значи „милост“, „захвалност“. Име је познато у следећим земљама: Шпанији, Португалу, Словенији, Бугарској, Румунији, Србији, Хрватској, Македонији и Грузији, а присутно је, осим у хебрејском и у латинском језику. У Грчкој и Кијевској Русији ово име има значење: „она која ће се родити/устати поново“.

## Популарност
Име је мајке Богородице Марије, па је календарско и због тога се среће међу хришћанским народима од најранијих времена. У САД је ово име у периоду од 1900. до 2007. увек било међу првих четиристо по популарности, а најпопуларније је било 1990. године. У Канади је од 1999. до 2004. било међу првих сто, а највећу популарност је имало 2002. када је било на 80. месту. У Каталонији је 2003. било на 27. месту, у Чилеу је 2005. и 2006. било међу првих седамдесет, а у Словенији од 2003. до 2005. међу првих десет. У Бразилу је од 2006. до 2008. било на другом месту, у Србији од 2003. до 2005. на шестом, а увек је било међу првих петсто у Норвешкој у периоду од 1996. до 2007. године. Према званичној статистици 2017 године, име Ана (Анна) било је најпопуларније име у Пољској. Ово име је популарно и у другим земљама.

## Имендани
У Бугарској се славе два имендана: 25. јула и 9. децембра.

## Занимљивост
Чак пет тропских олуја је названо Ана.

## Изведена имена
Од овог имена изведена су имена Анета, Анита, Аница, Анка, Анкица, Ања и Ета.